# NGC 3188
NGC 3188 (również PGC 30183 lub UGC 5569) – galaktyka spiralna z poprzeczką (SBab), znajdująca się w gwiazdozbiorze Wielkiej Niedźwiedzicy. Odkrył ją William Herschel 8 kwietnia 1793 roku. Najprawdopodobniej jest w trakcie kolizji z sąsiednią, mniejszą galaktyką PGC 30179.